# Verzé
Verzé é uma comuna francesa na região administrativa de Borgonha-Franco-Condado, no departamento Saône-et-Loire. Estende-se por uma área de 19,83 km². Em 2010 a comuna tinha 832 habitantes (densidade: 42 hab./km²).